# Catifa de Sierpinski

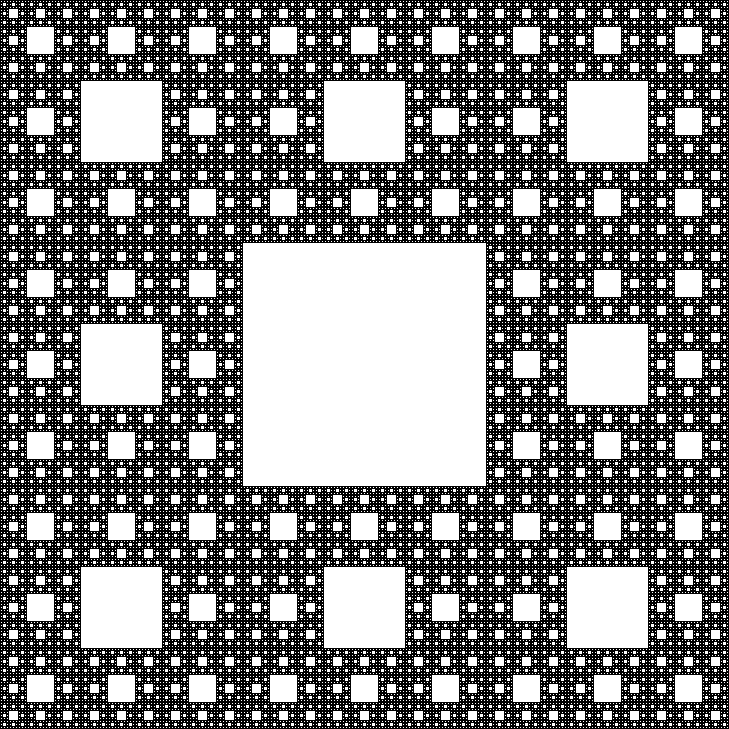
Catifa de Sierpinski

La catifa de Sierpinski és un conjunt fractal descrit per primer cop per Wacław Sierpiński el 1916. Constitueix una generalització a dues dimensions del conjunt de Cantor. Comparteix amb ell moltes propietats: també és un conjunt compacte, no numerable i de mesura nul·la. La seva Dimensió de Hausdorff-Bezikóvitx és {\displaystyle \log(8)/\log(3)\approx 1,892789...}
No s'ha de confondre amb altres generalitzacions com la pols de Cantor.
És universal per a tot objecte compacte del pla. Així, qualsevol corba dibuixada en el pla amb les autointerseccions que vulguem, per complicada que sigui, serà homeomorfa a un subconjunt de la catifa de Sierpinski.

## Construcció
La construcció de la catifa de Sierpinski es defineix de forma recursiva:
1. Comencem amb un quadrat.
2. El quadrat es talla en 9 quadrats congruents, i eliminem el quadrat central.
3. El pas anterior torna a aplicar-se recursivament a cada un dels 8 quadrats restants.

La catifa de Sierpinski és el límit d'aquest procés després d'un nombre infinit d'iteracions.
| Construcció de la catifa de Sierpinski: |       |       |       |       |  |
| Pas 1                                   | Pas 2 | Pas 3 | Pas 4 | Pas 5 |  |
| Pas 1                                   | Pas 2 | Pas 3 | Pas 4 | Pas 5 |  |

5 primeres iteracions de la Catifa de Sierpinski.

La següent implementació és vàlida en C, C++ i Java:
```
/**

* Decides if a point at a specific location is filled or not.

* @param x is the x coordinate of the point being checked

* @param y is the y coordinate of the point being checked

* @param width is the width of the Sierpinski Carpet being checked

* @param height is the height of the Sierpinski Carpet being checked

* @return 1 if it is to be filled or 0 if it is not

* /

int isSierpinskiCarpetPixelFilled(int x, int y, int width, int height)

{

	// base case 1 of 2

	if ((x <= 0)||(y <= 0)||(x>=width)||(y>=height)) //top row or left column or out of bounds should be full

		return 1;

	/* If the grid was split in 9 parts, what part(x2,y2) would x,y fit into? */

	
int
 
x2
 
=
 
x
 
*
 
3
 
/
 
width
;
 
// an integer from 0..2 inclusive

	
int
 
y2
 
=
 
y
 
*
 
3
 
/
 
height
;
 
// an integer from 0..2 inclusive

	
// base case 2 of 2

	
if
 
(
x2
 
==
 
1
 
&&
 
y2
 
==
 
1
)
 
// if in the center square, it should be empty

		
return
 
0
;

	
// general case

	
/* offset x and y so it becomes bounded by 0..width/3 and 0..height/3

	and prepares for recursive call

	some offset is added to make sure the parts have all the correct size when

	width and height isn't divisible by 3 */

	
x
 
-=
 
(
x2
 
*
 
width
+
2
)
 
/
 
3
;
 

	
y
 
-=
 
(
y2
 
*
 
height
+
2
)
 
/
 
3
;

	
width
 
=
 
(
width
 
+
2
-
x2
)
/
3
;

	
height
 
=
 
(
height
+
2
-
y2
)
/
3
;

	
return
 
isSierpinskiCarpetPixelFilled
(
x
,
 
y
,
 
width
,
 
height
);

}

```

## Propietats

Variant de la corba de Peano sense la línia central crea una catifa de Sierpinski.

L'àrea de la catifa tendeix a 0 (en la Mesura de Lebesgue).
L'interior de la catifa està buit.
La seva Dimensió de Hausdorff-Bezikóvitx és {\displaystyle \log(8)/\log(3)\approx 1,892789...}
Sierpiński va demostrar que la catifa és una corba plana universal, és a dir, la catifa és un subconjunt compacte del pla amb dimensió de Lebesgue igual a 1, i cada subconjunt del pla amb aquestes propietats és homeomorf a algun subconjunt de la catifa.
Aquesta "universalitat" de la catifa de Sierpiński no és una veritable propietat universal en el sentit estricte de la teoria categòrica: no caracteritza de manera única aquest espai fins a l'homeomorfisme. Per exemple, la unió disjunta d'una catifa de Sierpiński i un cercle també és una corba plana universal. Tot i això, l'any 1958 Gordon Whyburn va caracteritzar la catifa de la següent manera: qualsevol corba que està connectada localment i no té "punts de tall locals" és homeomorfa a la catifa de Sierpiński. En aquest context, un punt de tall local és un punt {\displaystyle p} pel qual algun veïnat {\displaystyle U} de {\displaystyle p} té la propietat que {\displaystyle U-\{p\}} no està connectat. Per exemple, qualsevol punt del cercle és un punt de tall local.
Al mateix article, Whyburn va definir una altra caracterització de la catifa de Sierpiński. En topologia, definim un continu com un espai mètric compacte, connectat i no buit. Suposem que {\displaystyle X} és un continu incrustat al pla. Suposem que el seu complement en el pla té comptablement molts components connectats {\displaystyle C_{1},C_{2},C_{3},...} i suposem que:
- el diàmetre de {\displaystyle C_{i}} tendeix a 0 quan {\displaystyle i} tendeix a infinit;
- el límit de {\displaystyle C_{i}} i el límit de {\displaystyle C_{j}} són disjunts si {\displaystyle i} i {\displaystyle j} són diferents;
- el límit de {\displaystyle C_{i}} és una corba tancada simple per cada {\displaystyle i};
- la unió dels límits dels conjunts {\displaystyle C_{i}} és densa en {\displaystyle X}.

Llavors, {\displaystyle X} és homeomorf a la catifa de Sierpiński.

## Moviment brownià en la catifa de Sierpiński
El tema del moviment brownià aplicat en la catifa de Sierpiński ha atret interès en els darrers anys. Martin Barlow i Richard Bass han demostrat que un camí aleatori aplicat en la catifa de Sierpiński es difon a un ritme més lent que un camí aleatori a un pla no restringit. El cas del pla assoleix una distància mitjana proporcional a {\displaystyle {\sqrt {n}}} després de {\displaystyle n} passos, però en el cas de la catifa és de {\displaystyle {\sqrt[{\beta }]{n}}} per una {\displaystyle \beta >2}. També van demostrar que aquest camí aleatori satisfà desigualtats de desviació més grans (anomenades "desigualtats subgaussianes") i que satisfà la desigualtat de Harnack el·líptica sense satisfer la parabòlica.

## Variants

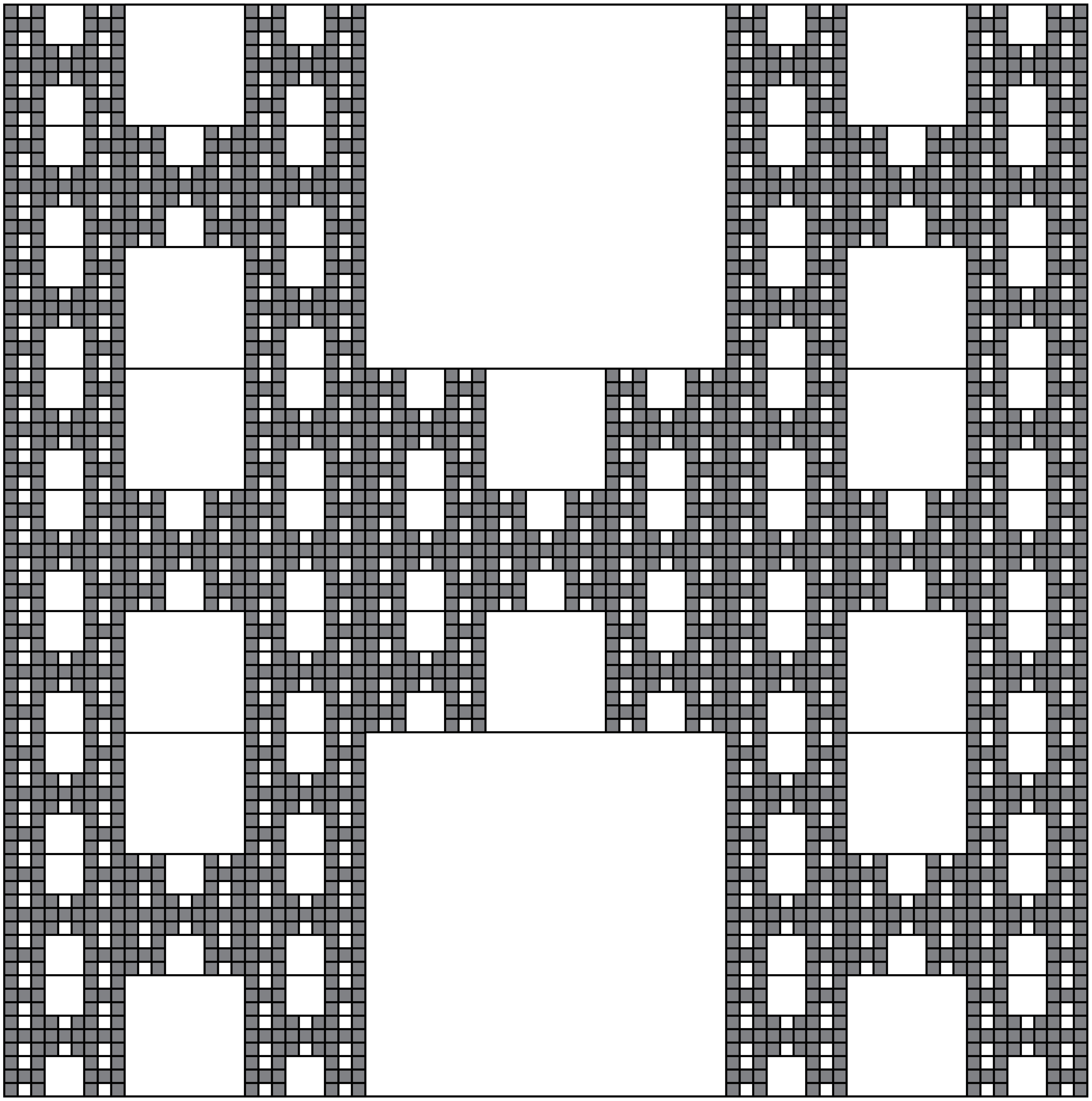
Tercera iteració del fractal H-I de Rivera.

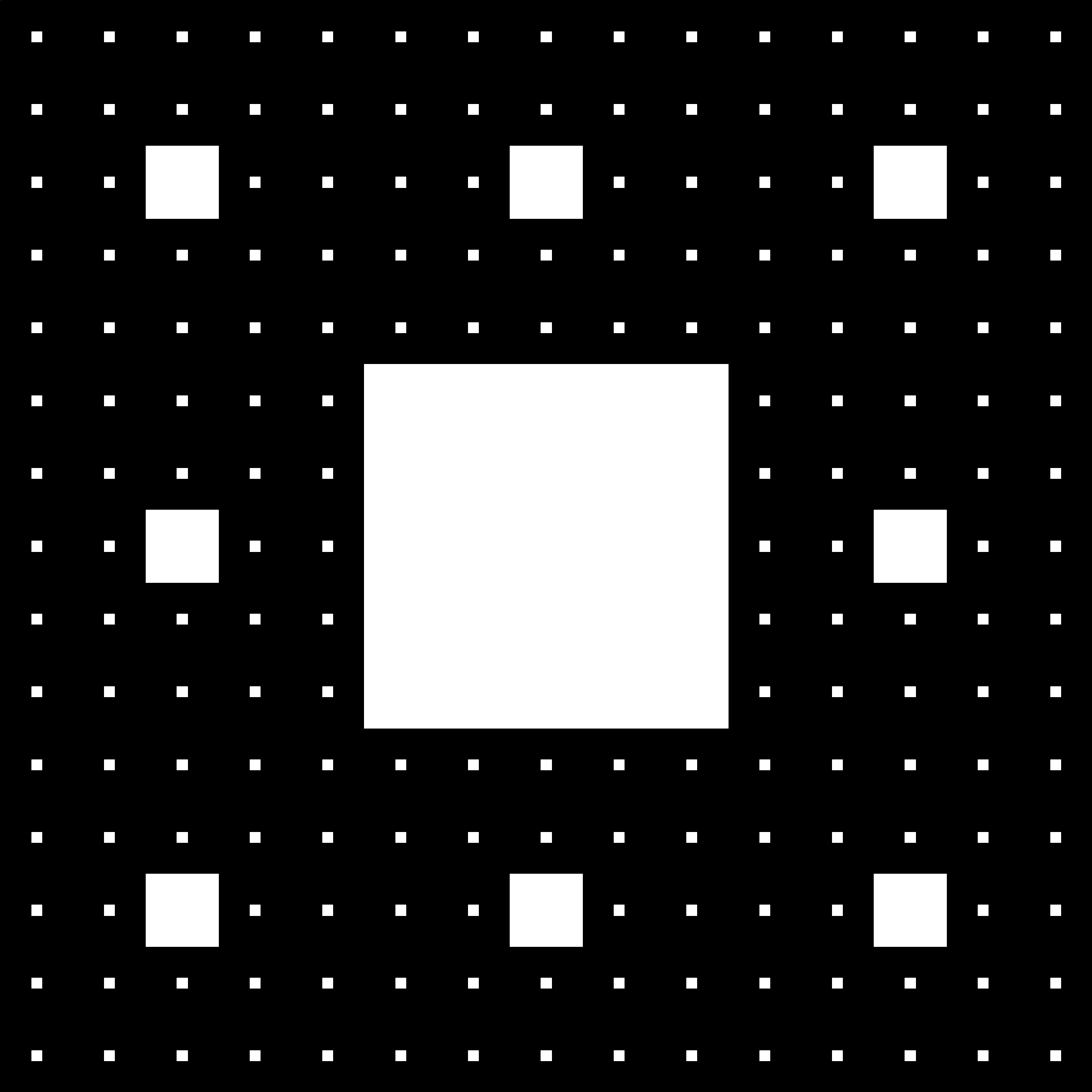
Tercera iteració del tamís de Wallis.

### Fractal H-I de Rivera
En el cas del Fractal H-I de Rivera, es divideix el quadrat en 9 quatrats com en el cas de la catifa de Sierpiński, però enlloc d'eliminar el del centre s'eliminen els que estan a sobre i a sota del quadrat central. A cadascun dels set quadrats que no han estat eliminats es repeteix el mateix, de manera que el procés continua indefinidament. En aquest cas la dimensió de Hausdorff és {\displaystyle \log(7)/\log(3)\approx 1,7712437...}
Emprant aquest mètode es pot obtenir tota una família de variants de la catifa amb auto-afinitat, amb una àrea que tendeix a 0 i una superfície que tendeix a infinit.

### Tamís de Wallis
Una variació de la catifa de Sierpiński, anomenada tamís de Wallis, comença de la mateixa manera, subdividint el quadrat en 9 quadrats més petits i eliminant-ne el centre. A la següent iteració, subdivideix cadascun dels quadrats en 25 quadrats i n'elimina el del centre, i així a cada pas {\displaystyle i} subdividint cada quadrat en {\displaystyle (2i+1)^{2}} (quadrats perfectes senars) quadrats més petits i eliminant el del centre.
Emprant el producte de Wallis, l'àrea del conjunt resultant és {\displaystyle \pi /4}, a diferència de en el cas de la catifa de Sierpiński en què l'àrea del conjunt resultant és 0.
No obstant això, pels resultats de Whyburn esmentats anteriorment, podem veure que el tamís de Wallis és homeomorf de la catifa de Sierpiński. En particular, el seu interior encara és buit.

## Aplicacions
S'han produit antenes fractals de telefonia mòbil i WiFi en forma de catifa de Sierpiński amb poques iteracions. A causa de la seva auto-semblança i invariancia d'escala, acomoden fàcilment múltiples freqüències. També són fàcils de fabricar i són més petites que les antenes convencionals de rendiment similar, per la qual cosa són òptimes per a telèfons mòbils de butxaca.